# 闪付

闪付EMV标志

闪付原先采用的品牌标志

闪付（Quick Pass）是中国银联推出的依托PBOC/UICC芯片卡技术的非接触式消费品牌，支持拍卡或插卡消费。消费余额或额度时在一定条件下可免输密码、免签名。支持闪付的银行卡在卡面上标有EMV统一的射频标识。2018年以前采用红色 “Quick Pass” logo 标识的银行卡也大量流通。
银联电子现金（UP Cash）也使用“闪付”的名称进行推广，电子现金为脱机支付，使用时不需要输入密码。电子现金需要提前进行储值，储值上限为1,000元，无法挂失。
联机闪付的“小额免密免签”功能默认开启，最初上限为300元/笔，后于2018年6月上调至1000元/笔。

## 应用

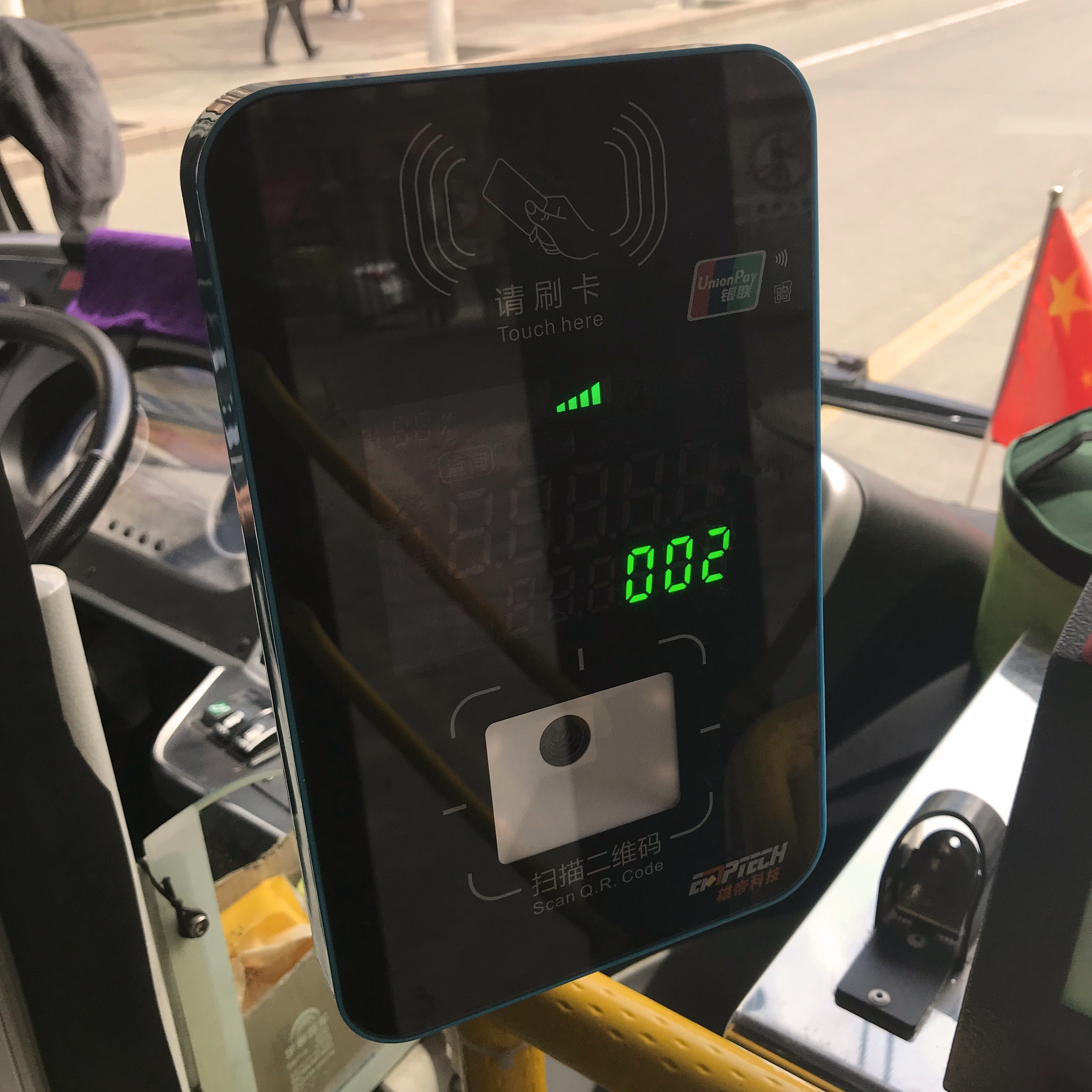
支持银联闪付和银联云闪付二维码的公交车读卡器

目前已經应用在包括餐饮、零售、公共交通等多领域。包括：
- 全家、家乐福连锁、零售便利店及超市
- 大连出租车
- 合肥、宁波、亳州、惠州、自贡、达州、珠海、香港公交（香港小型巴士除外）
- 南京地铁、广州地铁、杭州地铁、寧波地鐵、深圳地铁、沈阳地铁、港鐵（港鐵巴士、香港輕鐵除外）、高雄捷運（環狀輕軌除外）。
- 部分自动售货机
- 深圳、广州的部分景点
- 奧海城
- 千色店大角咀分店
- 莫斯科机场快线

## 银联手机闪付（原云闪付）

云闪付原先采用的品牌标志

银联手机闪付提供符合EMV标准的非接触式支付方式。利用NFC和Token技术在移动设备上模拟卡片，生成一个代替实体卡片的虚拟卡号，以虚拟卡号进行进行交易，并从对应的实体卡片账户中扣余额或额度。于2015年12月12日先以云闪付品牌发布，并于2016年2月18日支持Apple Pay。云闪付品牌推出初期与闪付采用相同的英文名Quick Pass，但是標誌的顏色与闪付的不同，閃付是紅色，云闪付是蓝色云朵内嵌白色的文字标识。
2017年5月，银联推出云闪付二维码支付服务，并于当年12月推出云闪付App。为避免混淆，现在一般将使用移动设备非接触式支付的云闪付称为银联手机闪付，条码支付方式则称为银联二维码支付。
2018年5月，银联闪付及云闪付标识统一为 EMVCo 样式。
产品：
- 各银行的Android手机应用（需接入云闪付SDK）
- Apple Pay（中国大陆、香港、澳门地区）
- Huawei Pay（需要使用中国大陆版固件）
- Mi Pay（需使用中国大陆版固件）
- Samsung Pay（需要使用中国大陆版固件）
- OPPO Pay
- vivo Pay
- Meizu Pay
- 京东闪付
- 美团闪付
- 和包支付（中国移动）

以上产品并不一定支持所有银行发行的银联卡，具体以各产品开发商的合作银行为准。

## 脱机数据认证
脱机数据认证（Offline Data Authentication）是闪付或手机闪付在公交车、地铁等需要快速完成支付的环境的一种支付技术，通过在公交车刷卡机或闸机感应区刷闪付卡或云闪付终端即可直接通关，无需输入密码等操作，与消费电子现金不同，此方案采用的先离线通关记录卡号后再联网扣除账户的款项。由于在刷卡时不会立即联机验证卡片，也因此存在持卡人使用余额不足卡片、卡完好但实际已作废等情况通过闸机的缺点。
接受场所：
- 北京公交[7][8]
- 北京地铁[7]
- 天津地铁[9]
- 南宁地铁[9]
- 昆明地铁[9]
- 合肥地铁[9]
- 哈尔滨地铁[9]
- 杭州地铁[9]
- 宁波地铁[9]
- 温州地铁[9]
- 厦门地铁[9]
- 常州地铁[9]
- 南京地铁[9]
- 徐州地铁[9]
- 东莞公交[10]
- 东莞地铁[9][11]
- 广州地铁[12][9]
- 深圳地铁[9]
- 南昌地铁[9]
- 兰州地铁[9]
- 大连地铁[9]
- 莫斯科地铁

## 发行卡种

### 香港发行的卡种
列表如下：
| 產品名稱                       | 發卡機構                                 | 主要優惠商戶                                                                   | 備註                                                                       | 網址                     |
| ------------------------------ | ---------------------------------------- | ------------------------------------------------------------------------------ | -------------------------------------------------------------------------- | ------------------------ |
| 大灣區銀聯雙幣鑽石卡           | 交通銀行                                 | 港珠澳大橋穿梭巴士、廣深城際和諧號；广州地铁、深圳地铁、佛山地铁等             |                                                                            | （页面存档备份，存于）   |
| CITI REWARDS 信用卡            | 花旗银行                                 |                                                                                |                                                                            | （页面存档备份，存于）   |
| 建行(亞洲)建造業銀聯雙幣信用卡 | 中國建設銀行（亞洲）                     | 建造業議會                                                                     |                                                                            | - （页面存档备份，存于） |
| 大灣區青年卡                   | 中銀信用卡（國際）有限公司               | 大灣區共同家園青年公益基金 （页面存档备份，存于）                              |                                                                            | （页面存档备份，存于）   |
| 中銀雙幣卡<大灣區一卡通>       | 中銀信用卡（國際）有限公司               |                                                                                | 乘廣州地鐵、深圳地鐵、東莞地鐵及廣深城際和諧號一拍過閘                     | （页面存档备份，存于）   |
| 中銀GOOD DAY白金卡             |                                          | 華潤創業旗下部份商店： 太平洋咖啡、華潤萬家超級市場、華潤堂、U購Select 、VanGO |                                                                            | * （页面存档备份，存于） |
| 中銀莎莎雙幣信用卡             | 莎莎國際                                 |                                                                                | （页面存档备份，存于）                                                     |                          |
| 中銀中國移動香港雙幣鑽石卡     | 中國移動香港                             |                                                                                | （页面存档备份，存于）                                                     |                          |
| 中銀東航雙幣信用卡             | 中国东方航空                             |                                                                                | （页面存档备份，存于）                                                     |                          |
| 中銀醫管局信用卡               |                                          |                                                                                | （页面存档备份，存于）                                                     |                          |
| 中銀科大白金卡                 | 香港科技大學                             |                                                                                | （页面存档备份，存于）                                                     |                          |
| 中銀香港會計師公會白金卡       | 香港會計師公會                           |                                                                                | （页面存档备份，存于）                                                     |                          |
| 中銀銀聯中企協雙幣信用卡       |                                          |                                                                                | （页面存档备份，存于）                                                     |                          |
| EarnMORE銀聯卡                 | 安信信貸                                 |                                                                                |                                                                            | - （页面存档备份，存于） |
| 星旅信用卡                     | 安信信貸                                 | 香港中國旅行社                                                                 | 安信已於 2020 年 12 月 30 日起停止星旅卡                                   | （页面存档备份，存于）   |
| WeWa信用卡                     | 安信信貸                                 |                                                                                |                                                                            | * （页面存档备份，存于） |
| 大新Autotoll粵通卡信用卡       | 大新銀行集團                             | 快易通                                                                         |                                                                            | * （页面存档备份，存于） |
| 大新Autotoll粵通卡商務卡       | 大新銀行集團                             | 快易通                                                                         |                                                                            | * （页面存档备份，存于） |
| ICBC聯合出版信用卡             |                                          | 聯合出版集團                                                                   |                                                                            |                          |
| ICBC粵港澳灣區信用卡           | 中國工商銀行（亞洲）                     |                                                                                | 內置深圳通人民幣電子錢包、廣深鐵路快捷入閘功能                             | - （页面存档备份，存于） |
| ICBC宇宙星座卡                 | 中國工商銀行（亞洲）                     |                                                                                | 內置深圳通人民幣電子錢包、廣深鐵路快捷入閘功能                             | - （页面存档备份，存于） |
| ICBC銀聯雙幣白金卡             | 中國工商銀行（亞洲）                     |                                                                                | 內置深圳通人民幣電子錢包、廣深鐵路快捷入閘功能                             | * （页面存档备份，存于） |
| ICBC銀聯雙幣鑽石卡             | 中國工商銀行（亞洲）                     |                                                                                | 內置深圳通人民幣電子錢包、廣深鐵路快捷入閘功能                             | * （页面存档备份，存于） |
| ICBC AXA安盛白金卡             | 中國工商銀行（亞洲）                     | 安盛                                                                           | 內置深圳通人民幣電子錢包、廣深鐵路快捷入閘功能                             | * （页面存档备份，存于） |
| ICBC瑞士尊貴理財銀聯雙幣鑽石卡 | 中國工商銀行（亞洲）                     | 安盛                                                                           | 內置深圳通人民幣電子錢包、廣深鐵路快捷入閘功能                             | * （页面存档备份，存于） |
| ICBC銀聯雙幣公司卡             | 中國工商銀行（亞洲）                     |                                                                                | 內置深圳通人民幣電子錢包、廣深鐵路快捷入閘功能                             | * （页面存档备份，存于） |
| LINE FRIENDS 信用卡            | 中國工商銀行（亞洲）                     | Naver (公司)                                                                   |                                                                            | - （页面存档备份，存于） |
| ICBC‧KMB銀聯雙幣信用卡         |                                          | 九龍巴士                                                                       | ICBC KMB 銀聯雙幣卡(「KMB 卡」)於 2024 年 8 月 30 日(「終止日」)起終止服務 | （页面存档备份，存于）   |
| AEON 銀聯信用卡                | Aeon信貸                                 | 永旺百貨                                                                       |                                                                            | * （页面存档备份，存于） |
| 苗圃行動 銀聯信用卡            | Aeon信貸                                 |                                                                                |                                                                            | （页面存档备份，存于）   |
| 銀聯閃付提款卡                 | 恒生銀行                                 |                                                                                | 拍卡後於終端機輸入自動櫃員機密碼                                           | * （页面存档备份，存于） |
| Tap & Go「拍住賞」銀聯卡       | HKT Payment Limited （香港電訊旗下公司） | 香港移動通訊有限公司 （香港電訊附屬公司）                                      | 支持聯機閃付及小額免密免簽                                                 | * （页面存档备份，存于） |
| 三三金融銀聯個人預付卡         | 三三金融服務有限公司                     |                                                                                | 支持聯機閃付及小額免密免簽                                                 | * （页面存档备份，存于） |

## 安全性
虽然中国银联宣称闪付功能的安全性比其他支付方式要高，且与手机等移动设备结合，还可创新身份验证方式，但有媒体调查发现，闪付卡也存在安全漏洞问题。据报道称，只要使用特制的超薄读卡器，在近5厘米以内的距离都能读取闪付卡的数据；即使是隔着厚厚的银包和衣服也能读取，而这些资料包括卡号、有效期、总交易次数、最近10次交易记录、电子现金余额。但安全专家表示，闪付卡符合《中国金融集成电路（IC）卡规范》，只有个人资料可被读取；但由于各银行的各自规定不同，可以读取的资料内容和数量有着较大的差别。根据现有技术，尚未发现IC卡使用的支付验证方式可以被破解，也就是说被读卡器刷走金额是不会发生的。并且这也并非闪付的特有问题，而是此种非接触支付方式共同存在的问题。
2016年12月，有媒体报道称一些人可通过手持便携式POS机盗刷具备闪付功能的ETC卡内的资金，引发民众反响。但中国银联专家则表示，并不是所有的ETC卡都能够通过POS机具被盗刷，但具有“闪付”功能的ETC联名卡应妥善保管，持卡人可关闭ETC以外的功能以免被盗刷。专家另表示所有支持闪付功能的POS机商家都经过严格审核，因此该情况发生率微乎其微。由于ETC联名卡存在盗刷风险，交通运输部已经于12月14日下发《关于应对ETC银行联名卡存在被盗刷风险的紧急通知》，通知称，在与银行合作发行ETC卡的工作中，要推进使用与银行卡账户关联却分离的联名卡，暂停或取消发行“二合一”的ETC联名卡。
2019年3月15日，中央广播电视总台3·15晚会曝光了闪付存在被盗刷的安全隐患。消息传出后，中国银联发表声明称“闪付既便捷又安全，在国际上已经得到广泛应用，‘隔空盗刷’是极少数个案”。翌日银联再次发表声明，表示银联已经建立了风险全额赔付机制，还将联合商业银行进一步优化赔偿机制，缩短赔付时间，提高赔付效率，同时就闪付存“隔空盗刷”风险致歉。

### 引用
1. ↑  新浪财经. . finance.sina.com.cn. 2019-03-21  [2021-07-18]. （原始内容存档于2021-07-18）.
2. ↑  . 中国银联. 2015-12-12  [2016-02-22]. （原始内容存档于2016-03-02）.
3. ↑  . 中国银联. 2016-02-17  [2016-02-22]. （原始内容存档于2017-03-30）.
4. ↑  . 中国银联. 2017-05-27  [2017-06-04]. （原始内容存档于2017-06-04）.
5. ↑  . 中国银联. 2017-12-11  [2017-12-19]. （原始内容存档于2017-12-19）.
6. ↑  . news.rfidworld.com.cn.   [2018-05-22]. （原始内容存档于2018-05-22）.
7. 1 2  . 网易财经.   [2020-12-07]. （原始内容存档于2021-01-12）.
8. ↑  银联北京. . 2020-03-17  [2021-04-23]. （原始内容存档于2021-04-23） （中文（中国大陆））.
9. 1 2 3 4 5 6 7 8 9 10 11 12 13 14 15 16 17 18  Apple(中国大陆). .   [2022-07-29]. （原始内容存档于2022-07-29） （中文（中国大陆））.
10. ↑  东莞通. . 微信公众平台. 东莞通. 2022-04-04. （原始内容存档于2022-08-22）.
11. ↑  东莞轨道交通. . 东莞市轨道交通网站. 2022-02-28  [2022-08-22].[]
12. ↑  广州地铁. . 2020-11-26  [2021-04-12]. （原始内容存档于2021-04-12） （中文（中国大陆））.
13. ↑   (PDF).   [2024-08-26]. （原始内容存档 (PDF)于2024-12-09）.
14. ↑  . 中国银联.   [2016-12-15]. （原始内容存档于2016-12-20）.
15. ↑  . 东网. 2016-03-17  [2016-12-15]. （原始内容存档于2021-04-11）.
16. ↑  歹徒擦身拍卡盜資料 感應式信用卡存漏洞 （页面存档备份，存于） - AM730(am新聞) ,2013年06月03日
17. ↑  . 新华社. 2016年12月15日  [2016年12月15日]. （原始内容存档于2016年12月20日）.
18. ↑  . 华商报. 2016年12月15日  [2016年12月15日]. （原始内容存档于2016年12月20日）.
19. ↑  . 新浪财经. 2019-03-15  [2019-03-17]. （原始内容存档于2019-07-13）.
20. ↑  . 环球网. 2019-03-16  [2019-03-17]. （原始内容存档于2019-07-13）.
21. ↑  . 澎湃新闻. 2019-03-17  [2019-03-17]. （原始内容存档于2019-07-13）.